# Ptychadeny a hildebry
Ptychadeny a hildebry (Ptychadenidae) jsou čeleď žab ze subsaharské Afriky.

## Systematika
Ptychadeny a hildebry byly popsány roku 1987 jakožto tribus v podčeledi Raninae (tj. jako zástupci skokanovitých). Roku 1992 byl tento tribus povýšen na podčeleď a roku 2006 na samostatnou čeleď.
Autoři studie z roku 2006 považovali ptychadeny a hildebry za sesterský taxon vůči celé skupině Victoranura, tj. vůči čeledím Ceratobatrachidae, Micrixalidae, Phrynobatrachidae, Petropedetidae (skáloskokanovití), Pyxicephalidae, Dicroglossidae, Mantellidae (mantelovití), Rhacophoridae (létavkovití), Nyctibatrachidae a Ranidae (skokanovití).
Čeleď tvoří celkem tři rody, zahrnující celkem 63 druhů (k 22. červnu 2022):
- Hildebrandtia Nieden, 1907 – hildebra, 3 druhy
- Lanzarana Clarke, 1982 – skokan, 1 druh
- Ptychadena Boulenger, 1917 – ptychadena, 59 druhů

## Popis
Ptychadeny a hildebry představují středně velké žáby štíhlé konstituce, na délku od čenichu po kloaku měří 4 až 6 cm. Končetiny jsou dlouhé a silné. Mezi typické znaky kostry patří absence patrových kostí lebky, fúze posledního presakrálního obratle a křížových obratlů a redukovaná klíční kost, jež obvykle srůstá s kostí krkavčí.

## Chování

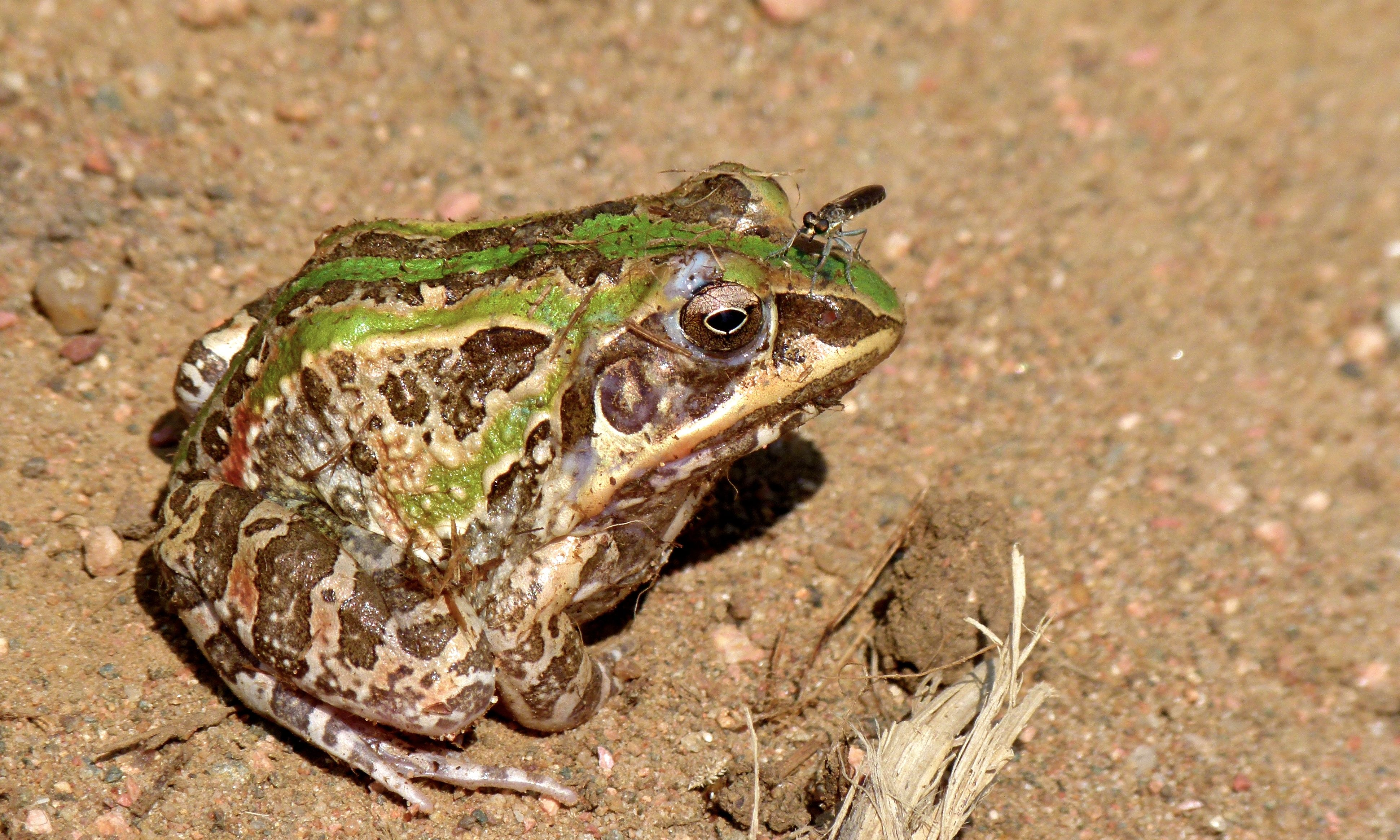
Hildebra ozdobná (Hildebrandtia ornata), Národní park Kruger, JAR

Čeleď je rozšířena skrze subsaharskou Afriku. Druhově nejbohatším rodem je ptychadena, jejíž dva zástupci expandovali i mimo africkou pevninu: ptychadena obecná (Ptychadena mascareniensis) se vyskytuje na ostrově Madagaskar a Ptychadena newtoni je zase endemitem ostrova Svatý Tomáš v Guinejském zálivu. Přirozeným prostředím bývají většinou savany a pastviny, některé druhy obývají i lesnaté areály. Vzhledem k suchým podmínkám jejich biotopů bývají tyto žáby nejaktivnější během období dešťů, do něhož většinou spadá i doba rozmnožování. Až na výjimky se ptychadeny a hildebry rozmnožují v dočasných vodních nádržích naplněných dešťovou vodou. Samci vábí samice pomocí skupinového volání. Snůšky bývají nepočetné, zahrnují 200 až 500 vajíček. Pulci se z nich vylíhnou poměrně rychle a do 4 až 5 týdnů většinou dorostou v dospělce. Z tohoto tradičního způsobu rozmnožování vybočuje například ptychadena Broadleyova (Ptychadena broadleyi), jež klade vajíčka na vlhké skály a vývoj pulců probíhá ve vodním filmu na skalních plochách.